# Bursellia gibbicervix
Bursellia gibbicervix är en spindelart som först beskrevs av Denis 1962.  Bursellia gibbicervix ingår i släktet Bursellia och familjen täckvävarspindlar.
Artens utbredningsområde är Tanzania. Inga underarter finns listade.